# FKBP

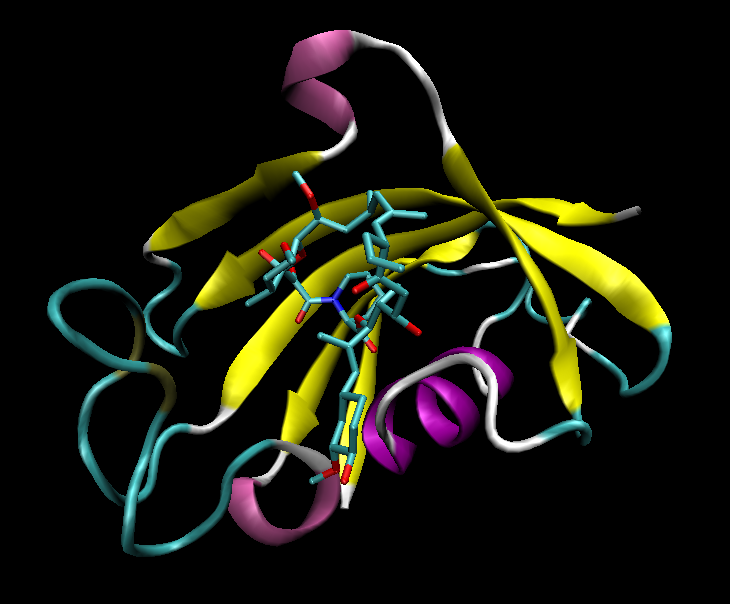
上記の図と同じ方向から見たタンパク質

FKBPあるいはFK506結合タンパク質（エフケイ506けつごうタンパクしつ）は、プロリルイソメラーゼ活性を持ち、シクロフィリンと機能的に類似しているがアミノ酸配列の点では類似していないタンパク質ファミリーである。FKBP類は、酵母からヒトまで多くの真核生物において同定されており、プロリン残基を含むタンパク質のためのタンパク質フォールディングシャペロンとして機能している。シクロフィリンと共に、FKBP類はイムノフィリンファミリーに属している。
FKBP12は、臓器移植後の患者や自己免疫疾患の患者に対して用いられる免疫抑制剤のタクロリムス（FK506）に結合することで重要である。タクロリムスは、シクロフィリンに結合する免疫抑制剤シクロスポリンよりも臓器拒絶を減少させることが明らかにされている。FKBP-タクロリムス複合体とシクロスポリン-シクロフィリン複合体はどちらもカルシニューリンと呼ばれるホスファターゼ（脱リン酸化酵素）を阻害することによって、T-リンパ球シグナル伝達経路におけるシグナルを妨げる。この治療的役割はプロリルイソメラーゼ活性とは関係していない。

## 生物学研究ツールとして
FKBPは通常は二量体を形成しないが、FK506の誘導体であるFK1012の存在下で二量化する。このためFKBPは、タンパク質の局在やシグナル伝達経路、タンパク質の活性化などを制御するために使用される化学誘導二量体形成法のための有用ツールとなっている。

## 例
FKBPファミリーのタンパク質をコードしているヒト遺伝子には以下のものがある。
- AIP; AIPL1
- FKBP1A; FKBP1B;  FKBP2; FKBP3; en:FKBP5; FKBP6; FKBP7; FKBP8; FKBP9; FKBP9L; FKBP10; FKBP11; FKBP14; FKBP15; FKBP52
- LOC541473;